# Kytmanowo
Kytmanowo (russisch Кытманово) ist ein Dorf (selo) in der Region Altai (Russland) mit 3873 Einwohnern (Stand 14. Oktober 2010).

## Geographie
Der Ort liegt gut 110 km Luftlinie östlich des Regionsverwaltungszentrums Barnaul am linken Ufer des rechten Ob-Nebenflusses Tschumysch.
Kytmanowo ist Verwaltungssitz des Rajons Kytmanowski sowie Sitz der Landgemeinde Kytmanowski selsowet, zu der neben dem Dorf Kytmanowo noch die Dörfer Jassaschino, Kurja, Petruschicha, Sosnowy Log, Staraja Taraba und Ulus-Taraba gehören.

## Geschichte
Das Dorf wurde 1763 gegründet und 1937 Zentrum eines Rajons.

### Bevölkerungsentwicklung
| Jahr | Einwohner |
| ---- | --------- |
| 1939 | 2517      |
| 1959 | 3550      |
| 1970 | 3674      |
| 1979 | 3796      |
| 1989 | 4236      |
| 2002 | 4216      |
| 2010 | 3873      |

Anmerkung: Volkszählungsdaten

## Verkehr
Kytmanowo liegt an der Regionalstraße R367, die bei Salessowo von der Fernstraße Altai-Kusbass abzweigt und durch den Nordostteil der Region über die Rajonzentren Sarinsk, Kytmanowo und Togul nach Martynowo an der R366 Bijsk – Nowokusnezk führt.